# Kocanda (Kamenný Újezd)
Kocanda je část obce Kamenný Újezd v okrese Rokycany v Plzeňském kraji. Nachází se na jihovýchodě Kamenného Újezdu, kde sousedí s katastrálním územím sousedního města Hrádku. Je zde evidováno 51 adres. V roce 2011 zde trvale žilo 112 obyvatel.
Kocanda leží v katastrálním území Kamenný Újezd u Rokycan o výměře 7,73 km2.

## Historie
První písemná zmínka o vesnici pochází z roku 1694.

## Obyvatelstvo
| Rok            | 1869 | 1880 | 1890 | 1900 | 1910 | 1921 | 1930 | 1950 | 1961 | 1970 | 1980 | 1991 | 2001 | 2011 | 2021 |
| -------------- | ---- | ---- | ---- | ---- | ---- | ---- | ---- | ---- | ---- | ---- | ---- | ---- | ---- | ---- | ---- |
| Počet obyvatel | 149  | 139  | 106  | 134  | 169  | 226  | 150  | 147  | 131  | 105  | 106  | 339  | 399  | 112  | 112  |
| Počet domů     | 18   | 20   | 19   | 20   | 22   | 29   | 29   | 46   | 46   | 32   | 34   | 127  | 149  | 44   | 46   |

## Obecní správa
Při sčítání lidu v letech 1869–1979 Kocanda byla osadou obce Kamenný Újezd, se kterým patřila nejprve do okresu Hořovice, ale v letech 1900–1979 v okrese Rokycany. Od 1. ledna 1980 do 23. listopadu 1990 byla častí města Rokycany ve stejnojmenném okrese. Od 24. listopadu 1990 je znovu částí obce Kamenný Újezd v okrese Rokycany.

## Další fotografie

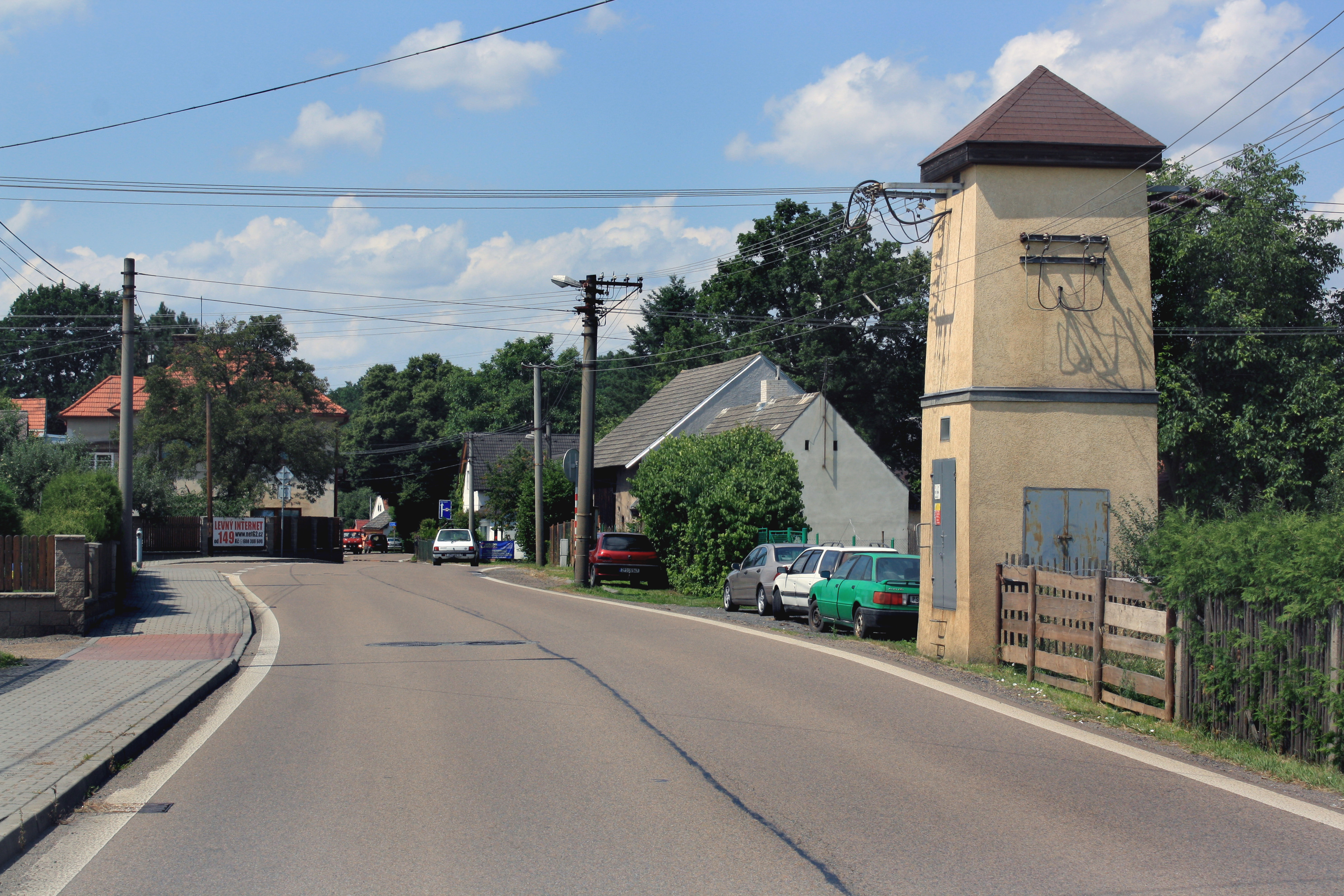
Střed vsi u transformátoru
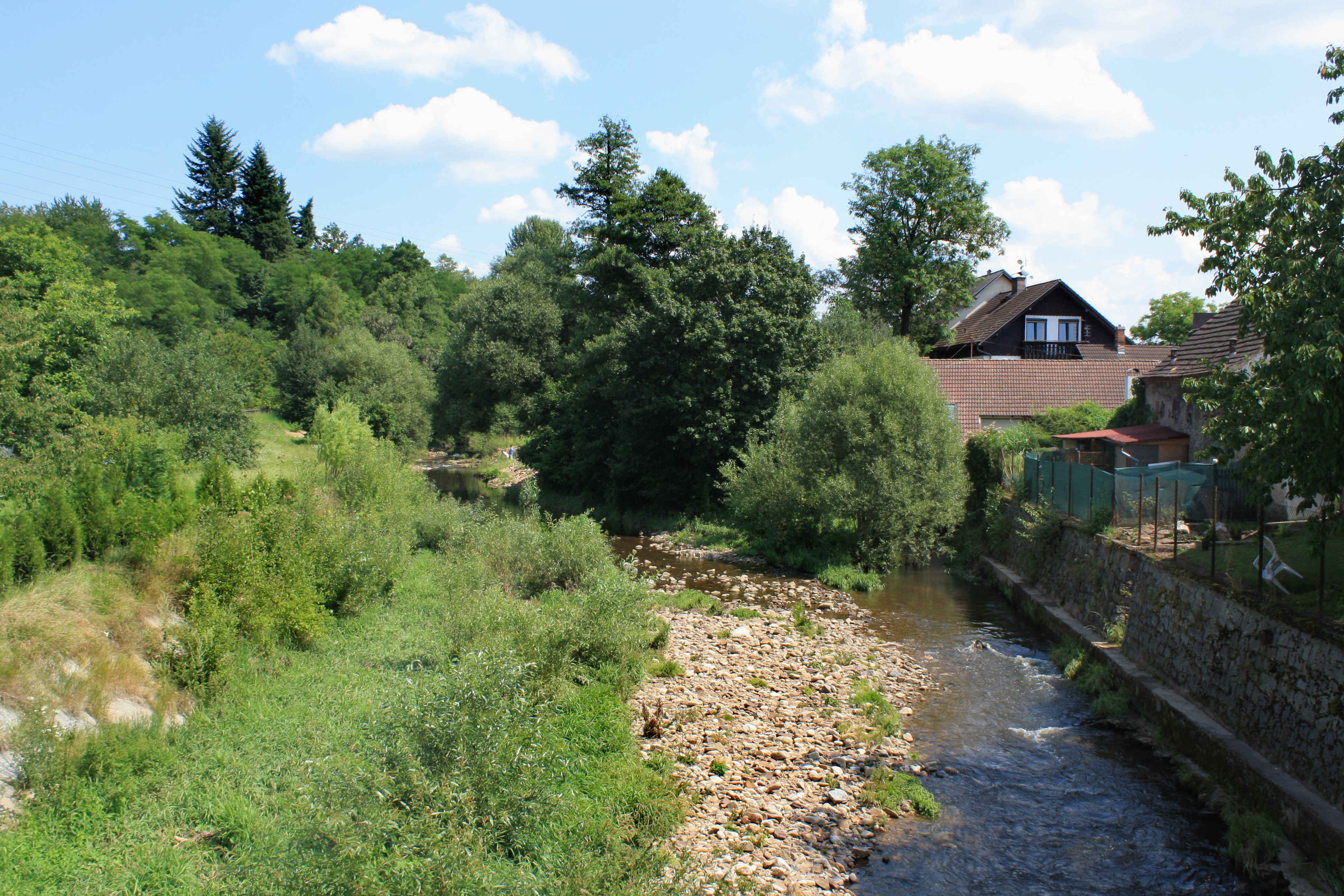
Klabava v Kocandě
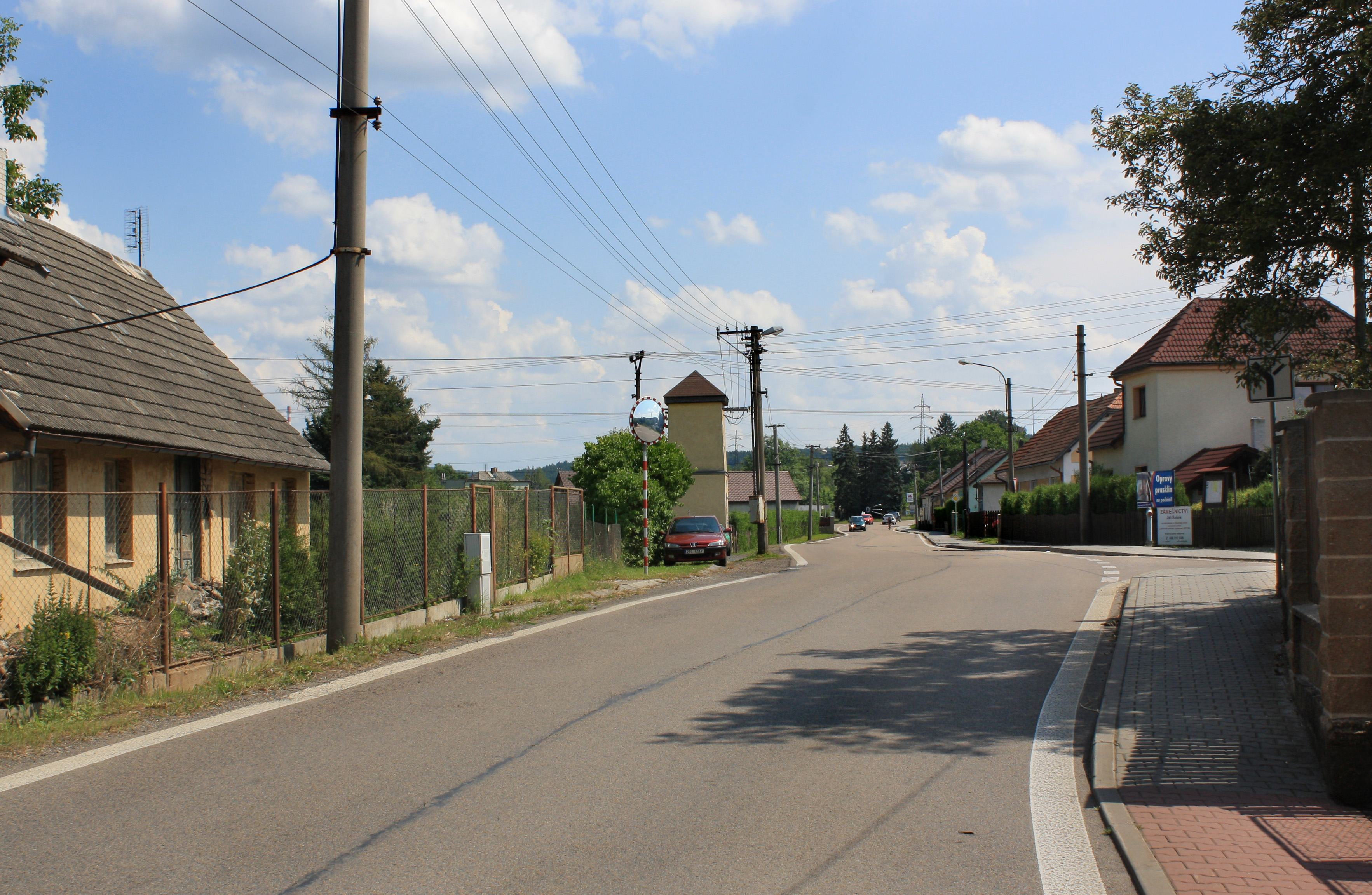
Hlavní silnice směrem k Hrádku